# Józef Jelito
Józef Jelito (ur. 4 marca 1887 w Lipinach Śląskich, zm. 9 marca 1967) – duchowny diecezji katowickiej, doktor habilitowany teologii, biblista, profesor Wydziału Teologicznego Uniwersytetu Jagiellońskiego.

## Życiorys
Ukończył studia teologiczne na Wydziale Teologicznym Uniwersytetu Wrocławskiego. Tam też uzyskał stopień naukowy doktora. W 18 czerwca 1914 otrzymał we Wrocławiu w kościele św. Krzyża święcenia kapłańskie. Podczas I wojny światowej był kapelanem wojskowym w szpitalu wojskowym w Gliwicach, następnie do końca sierpnia 1919 roku – w zakładzie dobroczynnym w Berlinie. Po wojnie pełnił posługę duszpasterską na Śląsku. W latach 1928–1933 był katechetą w Państwowym Gimnazjum im. Adama Mickiewicza w Katowicach (był tam nauczycielem m.in. Jerzego Pawlika). W 1934 został pracownikiem Kurii Diecezjalnej w Katowicach. W 1934 habilitował się na Wydziale Teologicznym Uniwersytetu Jana Kazimierza we Lwowie. Został wykładowcą języka hebrajskiego i akkadyjskiego na Wydziale Teologicznym Uniwersytetu Jagiellońskiego. W czasie II wojny światowej cały czas pracował w kurii katowickiej. Był członkiem Diecezjalnej Rady Administracyjnej. Po wojnie wykładał w wyższych seminariach duchownych we Wrocławiu (1947–1950) i w Nysie (1949–1958) egzegezę Starego Testamentu. W 1947 roku mianowany został kanonikiem gremialnym Kapituły Katedralnej w Katowicach. Ponadto powierzono mu urząd skarbnika Rady Misyjnej Związku Duchowieństwa. W związku ze złym stanem zdrowia w listopadzie 1956 roku złożył prośbę o zwolnienie z pracy kurialnej został zwolniony z obowiązków w 1958 roku. Po przejściu na emeryturę poświęcił się pracy naukowej.Cenny księgozbiór z dziedziny biblistyki i orientalistyki zgodnie z jego wolą przekazano bibliotece Wyższego Śląskiego Seminarium Duchownego w Krakowie. 

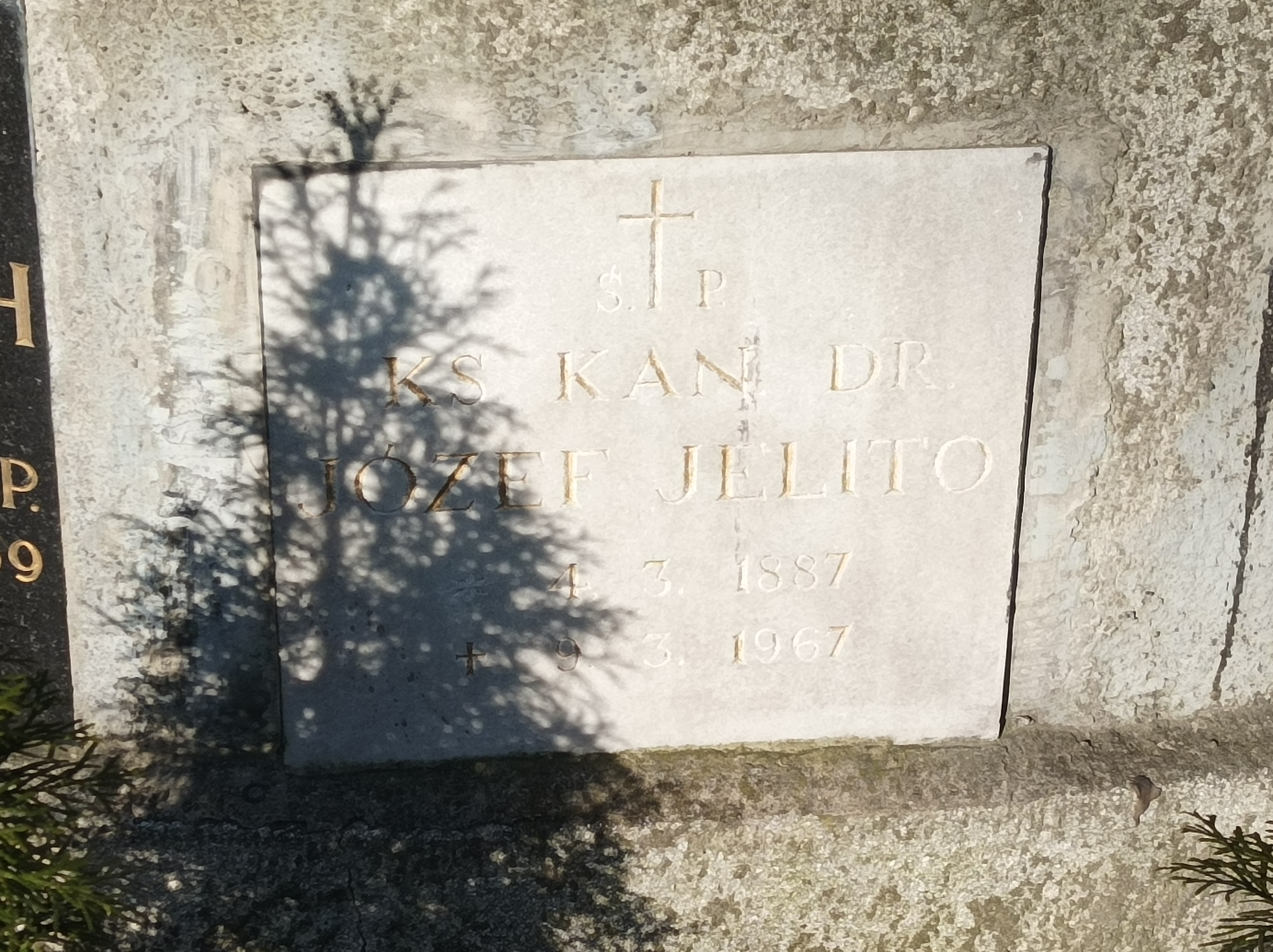
Tabliczka z nazwiskiem ks. Józefa Jelity na kaplicy cmentarza przy ul. Francuskiej w Katowicach

Został pochowany na Cmentarzu przy ulicy Francuskiej w Katowicach.